# 붉은뇌조
붉은뇌조(학명: Lagopus scotica)는 닭목 꿩과 뇌조속에 속하는 뇌조의 일종이다. 한때는 사할린뇌조의 아종으로 간주되었지만 현재는 다른 종으로 분류한다. 영국과 아일랜드의 히스가 자라는 습원 지대에 서식한다.